# Ernst-Thälmann-Denkmal (Torgau)

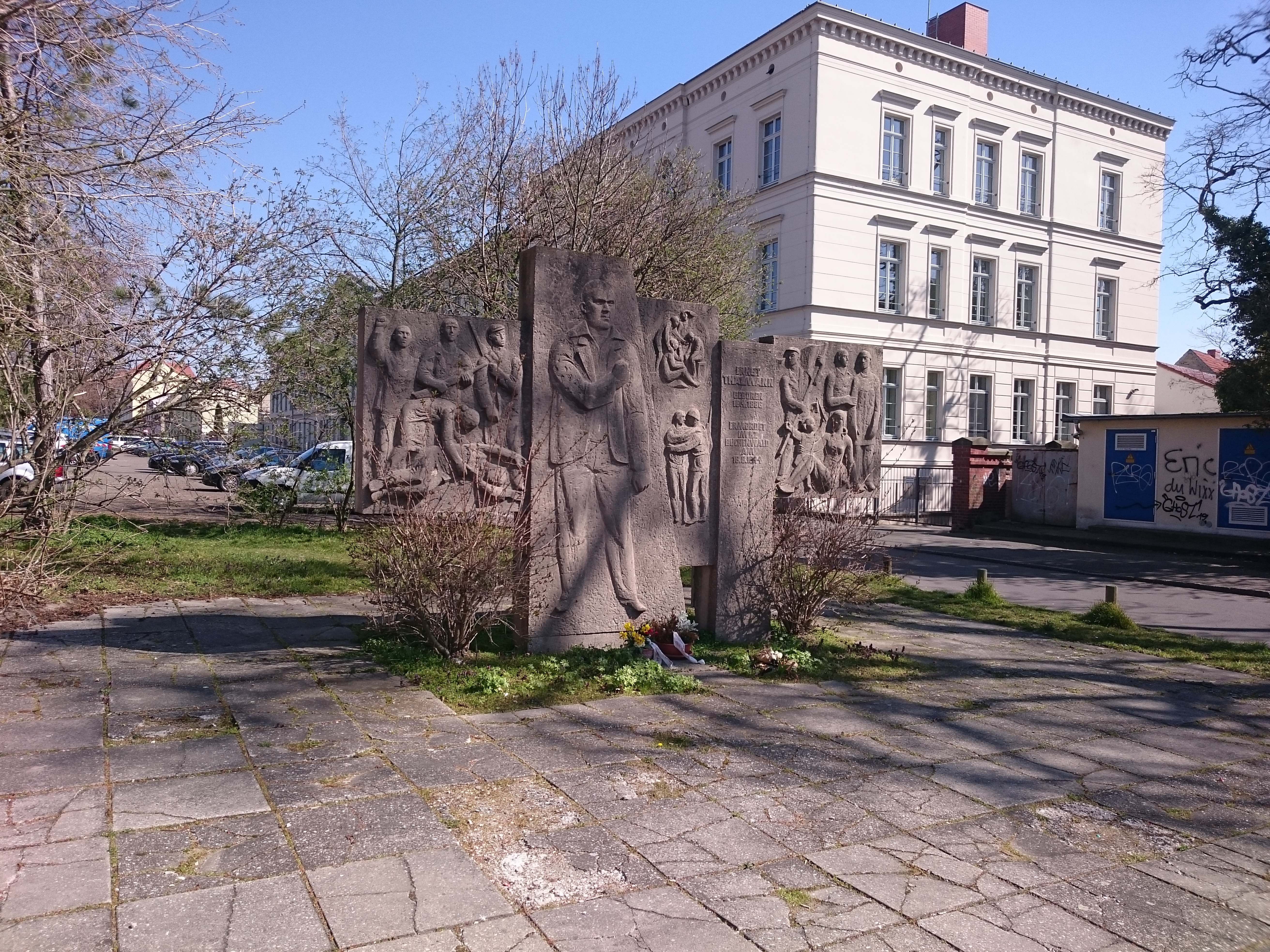
Ernst-Thälmann-Denkmal in Torgau

In Torgau befindet sich ein Ernst-Thälmann-Denkmal. Dabei handelt es sich um eine Halbreliefgruppe mit Teilen, die risalitartig aus der Front hervortreten. Auf einer davon ist Ernst Thälmann mit erhobener Faust dargestellt. Die anderen Figuren sind bewaffnete Kämpfer, die den Kampf gegen den Faschismus und die Befreiung von diesem symbolisieren. Das Denkmal besitzt eine Inschrift. Es ist ein markantestes Beispiel für derartige Denkmale seit dem Ende der 1960er Jahre. Diese Anlage an der Promenade entstand 1974. Geschaffen wurde es von Bruno Kubas.
Das Ernst-Thälmann-Denkmal steht auf der Liste der Kulturdenkmale in Torgau (M–Z). Es steht auch auf der Liste der Kulturdenkmale im Freistaat Sachsen.